# Semiothisa inouei
Semiothisa inouei là một loài bướm đêm trong họ Geometridae.